# Merche
Mercedes Trujillo Callealta (Cádiz, 14 de junio de 1974), más conocida como Merche, es una cantautora, productora y presentadora española.
La artista gaditana es autora de la totalidad de los temas incluidos en sus álbumes. Merche era popular mucho antes de que comenzase a aparecer en televisión, aunque fue este medio el que disparó su fama. 
Veinte años han pasado ya desde un debut discográfico que significó la venta de 120 000 copias, en un momento en el que la música estaba pasando por una grave crisis y el fenómeno televisivo de Operación Triunfo. El tema «No me pidas más amor», primer sencillo del álbum Mi sueño, se convirtió en banda sonora del concurso Gran Hermano y de la serie andaluza Arrayán. Formó parte del jurado para seleccionar al representante de España en Eurovisión 2011 y 2014 y del espacio Tú sí que vales de Telecinco, además de presentar el programa de Canal Sur Cerca de ti. 
Tras el álbum Mi sueño lanzado en 2002, en enero de 2004 lanzó Auténtica, y para esas navidades lanzó la Edición Especial con el Tour del año 2004. Después llegaron Necesito libertad (2005), Cal y arena (2007) y Acordes de mi diario (2010), con el que consiguió debutar en el primer puesto de la lista de éxitos de España y su primer número 1 en ventas de álbumes de su carrera musical. 
La revolución llega por el propio estilo del álbum, séptimo de su carrera y producido por Miguel Ángel Collado, responsable de discos de Pablo Alborán y Sergio Dalma. 
Es amiga de otros artistas como David Bustamante, Mónica Naranjo, María Parrado, India Martínez, entre otros.

## Biografía
Nacida en Cádiz, España, es la hermana mediana de tres, una mayor llamada María y otra pequeña de nombre Verónica. Sus padres se llaman Pedro y Catalina. Su padre era un carnavalero al que apodaban el Catalán Chico. Además ha tenido la suerte de pregonar el Carnaval de Cádiz en el año 2015.

## Carrera musical

### 2001-2003: Primeros pasos yMi sueño
Se presentó al concurso Eurocanción donde el premio era representar a España en el Festival de la Canción de Eurovisión del 2001, quedando sexta con 52 puntos, con el tema "No pidas más amor". Un año más tarde, en 2002, y ya como Merche, sacó su primer disco Mi sueño, con Vale Music, con el cual vendió más de 100 000 copias, en un momento en el que la música estaba pasando por una grave crisis y el fenómeno Operación Triunfo estaba en auge.
Su primer sencillo fue el ya conocido "No me pidas más amor", que había llevado a Eurocanción y que fue banda sonora del concurso Gran Hermano y la famosa serie andaluza Arrayán, después lanzó "Como pude" y en 2003 llegaron "Le deseo" + su versión Remix y "Mi sueño".

### 2004-2006:AuténticayNecesito libertad
En enero de 2004 lanza su segundo disco Auténtica, en el que volvió a demostrar sus dotes como cantante y compositora, grabado en Estocolmo, y las islas Visvi, volvió con un cambio de look, completamente rubia, y con el que vendió más de 100 000 copias, repitiendo el éxito del anterior álbum.
De este álbum salió como primer sencillo "Abre tu mente", con el que cosechó un gran éxito y que era un canto optimista para las mujeres maltratadas. El segundo sencillo fue "Me han vuelto loca", otra canción bailable, y el tercer sencillo fue "Distancia" con ritmos andaluces. Luego llegaría "No tengo vida", una balada del que la propia Merche dijo que era la canción con más sentimiento que había compuesto, y más de una vez se emocionaba al cantarla.  Y como último sencillo se lanza "Noches de plata".
La gira y el disco fueron un éxito, con lo que tiempo después se editó una edición especial, con un DVD que incluía un concierto, los videoclips, una entrevista y documentales sobre la creación del disco.
En octubre de 2005 Publica su tercer álbum, Necesito libertad, grabado en los estudios Maxximusic de Miami (Estados Unidos) entre los meses de junio y agosto de 2005. Consta de 10 canciones compuestas por la propia artista y está producido por el brasileño Marcello Acevedo (Productor de Paulina Rubio, Chayanne o Marc Anthony). El Primer sencillo es “Eras tú”, dedicado a una persona que fue muy especial para Merche: su ex-suegro. Necesito libertad alcanza el doble disco de platino, con más de 200 000 copias vendidas.
A lo largo del año 2006 la cantante gaditana presenta este tercer álbum por toda España, realizando más de 100 conciertos. El 12 de abril, se convierte en la estrella musical, junto a Soraya, de la final de la Copa del Rey de fútbol que se celebra en el estadio Santiago Bernabéu y que enfrenta al RCD Espanyol de Barcelona y al Real Zaragoza. Necesito libertad alcanza el doble disco de platino.

### 2007-2009:Cal y arenay álbum recopilatorio
Tras unos meses de descanso, Merche preparó su cuarto disco que ve la luz el 6 de noviembre de 2007 bajo el título de Cal y arena. Producido Por Carlos Jean y grabado entre Cádiz y Madrid, este trabajo supone un cambio en su trayectoria, al ser menos electrónico y más pop. En su primera semana a la venta entra directamente en el nº 5 del Top 100 Álbumes de la lista de Promusicae, consiguiendo el Disco de Oro. El 18 de diciembre de 2007, en el Teatro Calderón de Madrid empieza una nueva gira por España. En 2008 lanza su Discografía completa, y en 2009 se embarca en una gira promocional por Latinoamérica y Estados Unidos, coincidiendo con el lanzamiento de Cal y arena en estos países. En este disco consiguió disco de platino. Con más de 100.000 copias vendidas.

### 2010-2013:Acordes de mi diarioyUn mundo de colores
Acordes de mi diario (2010) es el título de su quinto trabajo. El reconocido Sebastián Krys es su productor y la grabación se realiza en los míticos estudios The Village, al este de California. Este álbum supone un cambio en su trayectoria y en su estilo, que queda patente en el primer sencillo, “Si te marchas”, o en el siguiente, “No puede ser”. En su primera semana en el mercado entra directamente en el nº 1 de la lista de los más vendidos en España. En 2011 Acordes de mi diario es nominado a un Grammy Latino en la categoría de mejor álbum vocal pop femenino. La cantante actuó durante la ceremonia interpretando el éxito “Si te marchas”. En este disco alcanzó el disco de oro. Con más de 30.000 copias vendidas. El éxito  “Si te marchas” se mantuvo más de 45 semanas en el top 100 de canciones más vendidas, consiguió la certificación de sencillo de oro, con más de 20.000 copias vendidas.
En agosto de 2012, presenta una nueva canción llamada “Luna”, un himno a las mujeres que sacan solas su familia adelante. Es el anticipo de su sexto disco de estudio producido de nuevo por Sebastián Krys y grabado entre Los Ángeles y Miami con el título de Un mundo de colores. Las canciones irradian optimismo y energía positiva, incluso en su manera de enfrentarse al desamor o a las contrariedades. Otros singles son "Vendré por ti", "Soledad" y "Sin más". Un mundo de colores estuvo durante 23 semanas en la lista de álbumes más vendidos en España.

### 2014-2018: Sony Music,Quiero contarteyDe otra manera
En este disco, Merche da otra vuelta de tuerca a su sólida carrera con un sonido renovado que está revolucionando a su legión de seguidores desde el adelanto de "Te espero cada noche". La revolución llega por el propio estilo que desprende el álbum, séptimo de su carrera y producido por Miguel Ángel Collado, responsable de discos de Pablo Alborán o Sergio Dalma. La Merche de siempre es capaz de sorprender y, de paso, poner en ebullición a sus fanes.
Recordar que Quiero contarte, su debut en Sony Music, entró directo al Nº5 en la lista de álbumes más vendidos, mejorando así la marca de su anterior trabajo de estudio, y donde la artista acompaña ese genio para la música con una de las voces femeninas más poderosas que ha dado la música en España. Desde su debut discográfico en 2002 con Mi sueño hasta su último trabajo, la trayectoria de Merche se ha caracterizado por la credibilidad y naturalidad de sus interpretaciones, pero también por su facilidad para conectar con el público, como lo demuestran más de 1000 conciertos en escenarios de España y Latinoamérica.
En mayo de 2017 lanzó el primer single de su nuevo disco llamado Pasajeros, gracias a este single consiguió debutar en los puestos más altos de las listas de ventas. Empezó una gira de recordatorio de toda su carrera ya que este año hace 15 años de carrera. En estos años ha hecho más de 1100 conciertos, cinco discos de platino y varios discos de oro.
El 1 de septiembre lanzó su segundo single de su nuevo disco llamada Noche de San Juan una preciosa balada que va a conseguir levantar a toda su legión de fanes. El 27 de octubre de 2017 lanzó su octavo álbum De otra manera. Se estrenó en el número uno en todas las plataformas digitales y entró directo al Nº6 en la lista de álbumes más vendidos. Convirtiéndose en Trending Topic en Twitter solo en unas horas de su salida al mercado.
El 3 de marzo de 2018 comienza su gira De otra manera en el Teatro Cofidis en Madrid. Una gira que va a rodar por toda España. Se confirma además que participará en el Vive Dial de Cadena Dial en el WiZink Center ante más de 17.000 personas. También combinando con la gira hará promoción de su tercer single, Te lo mereces, el cual supera los 6.000.000 de visualizaciones en YouTube.

### 2019-2021:Es ahora
El noveno álbum de estudio fue publicado en 2020. Durante meses antes presentaría varios singles incluidos en el mismo: el primero de ellos "Lo que me dé la gana" (21 de junio de 2019), "Te dejo" en colaboración con Moncho Chavea (13 de septiembre de 2019) y "Te quiero" (el 10 de octubre de 2019). Para la salida al mercado de su noveno trabajo estrena el videoclip y sencillo "Tres vidas". Dentro de su último trabajo Merche le dedica una canción a su padre recientemente fallecido "Hasta hoy", siendo uno de los temas más dolorosos de toda su carrera, aunque encontramos ritmos muy andaluces y gaditanos en "Vente pa' Cai".
En 2019 salió como invitada en el programa Gente Maravillosa de Castilla-La Mancha Media. Además, como ya es habitual Merche, actuó en la gala Feliz 2019 en TVE sus temas Noche de San Juan y Te lo mereces. También presentó el programa Feliz 2019 en Canal Sur donde aparte de ser presentadora cantó varios de sus temas de su disco De Otra Manera.
Tras unos meses de parón, Merche publica "La Diabla" el 25 de diciembre de 2020 como regalo a todos tus merchitos, una canción que según confirmaba a cantante en uno de sus directos en Instagram, fue una de las canciones que guardó en su baúl sin incluirse en ningún álbum hasta ese día. En próximas fechas, la artista prepara un nuevo sencillo dedicado a su compañero, amigo y expareja recientemente fallecido Alex Casademunt a modo de despedida.
En 2022 fue elegida como concursante de la décima temporada de Tu cara me suena, emitida entre marzo y julio de 2023, donde acabó como 3ª finalista. En octubre de 2022, Canal Sur, le dedica un programa de televisión en el programa Somos Música.

## Colaboraciones musicales
- Su discografía se amplía a su participación en el DVD Ellas & Magia, cantando la canción de Disney “Bella” y apoyando a la lucha contra el cáncer. Nunca ha pensado en hacer algo más que música aunque si cabe destacar todas sus colaboraciones en la serie Arrayán. Sus gustos musicales son muy variados aunque a la hora de elegir se queda con Amy Winehouse y Pasión Vega, en solistas femeninas; y Luis Miguel y El Barrio como masculinos.
- Aparte de su carrera discográfica ha ayudado a otros artistas a intentar hacerse un hueco en el mundo de la música, como por ejemplo a José Granados, su amadrinado en la segunda edición del concurso televisivo de TVE Gente de Primera; a Antonio José, su amadrinado en el concurso de TVE Eurovisión Junior y con el cual canta un dúo de la canción "Dígale" de David Bisbal, incluida en el disco de su amadrinada.
- Además, Merche cedió una de sus canciones a la malagueña Yanira Figueroa, ganadora de la primera edición del concurso de TVE Gente de primera, que se titula "Amor frío" y está incluida en el disco de Yanira Figueroa Mi corazón es así. Esta canción fue compuesta en la época de Necesito libertad. Al igual que con Yanira Figueroa, Merche cedió otra de sus canciones para el primer disco de Jorge González (Operación Triunfo 5) titulada "Ya es tarde". Además, ha dado el visto bueno a la versión que un grupo rumano ha grabado de su tema "Bombón".
- Para el disco del décimo aniversario de Vale Music, sello discográfico de Merche. La artista regrabó en solitario "Dígale", tema popularizado por David Bisbal. En este álbum homenaje a algunas de las canciones de los artistas de la compañía, Rosa López ha grabado el tema de Merche "Le deseo".
- También hizo un dúo con Alejandro Fernández en el concierto que este realizó en el Palacio de Deportes de la Comunidad de Madrid. Tras esta colaboración, Alejandro la invita al evento Jalisco en Vivo 2009 en Guadalajara (México) el 27 de junio de ese mismo año. En él participaron los artistas latinos más importantes del momento como la cubanoestadounidense Gloria Estefan, los mexicanos Aleks Syntek y Paulina Rubio, los españoles Enrique Iglesias y David Bisbal, el puertorriqueño Luis Fonsi y el padre de Alejandro, el recordado cantante de rancheras mexicano Vicente Fernández, entre muchos otros.
- A finales del 2009, Merche colabora en el recopilatorio Nino Bravo con la balada "Mi gran amor", conmemorando los cuarenta años de la muerte del artista.
- En abril de 2012 compartió escenario en México con David Bisbal interpretando a dúo la canción "Adoro", compuesta por Armando Manzanero.
- En 2013 colaboró con Salvador Beltrán con la canción "Por si vienes", compuesta por ambos. A finales de 2013, también colaboró grabando una canción, "La Fuerza Del Corazón", para el disco a tributo de Alejandro Sanz.
- En 2014 colaboró con el cantante, Pitingo con la canción "Sulema", compuesta por el mismo cantante. También hizo un dueto con Salvador Beltrán "Mírame, aquí me tienes" un tema que va incluido al disco Quiero contarte.
- El 14 de abril de 2015 salió a la venta Circus Avenue Night un DVD desde Madrid del grupo Auryn, donde cantaron con Merche la canción Volver.
- En mayo y junio de 2015 hizo otro dueto con Jose de Rico para hacer un tercer single del disco Quiero Contarte un tema electrolatino y muy bailable para el verano. El tema hizo mucho eco en la música electrolatina española.
- A finales de 2015 canto en Madrid con Franco Di Vita Tan solo tú.
- En 2016 colaboró con Leo Jiménez en una canción llamada Que me digas ven. Que esta incluida en el último CD de Leo. Esta canción es pop-rock.

## Intervenciones en televisión
- Se presentó al concurso Eurocanción donde el premio era representar a España en el Festival de la Canción de Eurovisión del 2001, quedando sexta con 52 puntos, con el tema "No pidas más amor". Entonces, su nombre artístico era Luna.
- A principios de 2011 formó parte del jurado del programa que realizó TVE, para seleccionar al representante de España en Eurovisión 2011, de donde salió seleccionada la gallega Lucía Pérez con "Que me quiten lo bailao".
- Desde junio de 2011 hasta mayo de 2013, formó parte del jurado profesional del programa Tú sí que vales, de Telecinco. Desde septiembre de 2013 y hasta enero de 2014, Merche presentó en Canal Sur el programa Cerca de ti en Andalucia.
- El 22 de febrero de 2014, Merche formó parte junto a David Bustamante y Mónica Naranjo del jurado de Mira quién va a Eurovisión, gala en la cual se escogió al representante de España para el Festival de la Canción de Eurovisión 2014.
- El 6 de junio de 2015, Merche es la invitada especial de José Mota Presenta, en el que emulará a Olivia Newton-John en el musical 50 sombras de Grease. Combinará la música junto a la interpretación.
- El 28 de septiembre de 2015, Merche hizo un cameo para la serie de humor Gym Tony.
- A partir del 17 de enero de 2016, Merche hace de jurado para el programa A tu vera en el canal Castilla-La Mancha Televisión.
- Desde mayo de 2016 forma parte del jurado del programa (Fenómeno fan) junto a María Parrado, Natalia y Jaime Cantizano en la cadena (Canal Sur), (Disney Channel) y (Castilla-La Mancha Televisión).
- El 19 de mayo de 2017 Merche hizo una aparición en el programa Tu cara no me suena todavía para sorprender a una aspirante a la cual la imitaba. Este momento se hizo muy mediático ya que Merche sorprendió con uno de sus temas Si te marchas a capella.
- A partir del 26 de mayo de 2017 hace promoción en varios programas de televisión como por ejemplo, Dany & Flo, Viva la Vida, Pasapalabra, First Dates... Combinando con la promoción en programas de televisión y radio el 31 de diciembre participará como presentadora en Feliz 2018. A parte continuará con nuevos proyectos televisivos.
- El 1 de enero de 2018 presentó la gala de Fin de Año de Canal Sur y también actuó en los programas de Navidad y fin de año de RTVE.
- En febrero de 2018 presentó junto a Modesto Barragán, Manolo Casal, Paz Santana y Manu Sánchez la gran final del falla de cádiz de 2018 en Canal Sur.
- En mayo de 2018, se hizo pública su participación como concursante en Bailando con las estrellas de TVE, siendo el programa emitido en el verano de ese mismo año.

## Vida privada
A principios de la década de 2000 tuvo una relación sentimental de cuatro años con el cantante Álex Casademunt. Desde principios de 2013 hasta principios de 2020 mantuvo una relación sentimental con Arturo Requejo, el 3 de mayo de 2020 anunció su ruptura.
En enero de 2014, Merche adopta una niña llamada Ambika, originaria de la India tras 6 años de tramitación. Además, Merche es animalista y apasionada de los animales, en concreto a los perros por ello tiene tres.
Merche afirma que es una apasionada de la pintora Frida Kahlo y una de sus influencias como artista. Chavela Vargas o Coco Chanel, también se encuentran entre sus inspiraciones.

## Discografía

### Álbumes de estudio
- 2002: Mi sueño
- 2004: Auténtica
- 2005: Necesito libertad
- 2007: Cal y arena
- 2010: Acordes de mi diario
- 2012: Un mundo de colores
- 2014: Quiero contarte
- 2017: De otra manera
- 2020: Es ahora
- 2022: 20 conmigo

### Sencillos
- 2022: Mis amigos
- 2022: Una y otra vez
- 2023: Mi amiga María
- 2023: Contigo
- 2024: Soy superviviente
- 2025: Tengo fe
- 2025: De acero

### Reediciones especiales
- 2004: Auténtica + DVD (Edición especial en directo)
- 2008: Discografía Completa

### Álbumes recopilatorios y especiales
- 2011: Sus mejores 50 canciones
- 2013: Lo mejor de Merche
- 2014: Grandes éxitos. Merche

### Colaboraciones y tributos
- 2003: "Bella" (Tributo a la película de Disney La Bella y La Bestia en el disco Ellas y magia).
- 2003: "No sé vivir sin ti" (Con Álex Casademunt).
- 2006: "Dígale" de Bisbal (CD especial Vale music).
- 2009: "Mi gran amor" (Tributo a Nino Bravo 40 Años con Nino).
- 2011: "Yo sé que es mentira" (Con Amaury Gutiérrez).
- 2012: "Nunca digas siempre" (Con Luis Fonsi).
- 2013: "Por si vienes" (Con Salvador Beltrán).
- 2013: "La fuerza del corazón" (Tributo a Alejandro Sanz Y si fueran ellas).
- 2014: "Sulema" (Con Pitingo).
- 2014: "Mírame, aquí me tienes" (Con Salvador Beltrán) en el disco Quiero contarte.
- 2016: "Que me digas ven" (Con Leo Jiménez) en el disco de Leo La factoría del contraste.
- 2016: "Vive el momento" (Con Jose de Rico).
- 2017: "Noche de San Juan" (Con Pitingo) en el disco De otra manera.
- 2019: "Te dejo" (Con Moncho Chavea).
- 2020: "Quiero abrazarte" (Colaboración de más de 30 artistas artistas en colaboración con #YoMeCorono).

## Filmografía
Televisión
| Año           | Programa                                   | Cadena                                                    | Notas        |
| ------------- | ------------------------------------------ | --------------------------------------------------------- | ------------ |
| 2001          | Eurocanción                                | La 1                                                      | Participante |
| 2011          | Destino Eurovisión                         | La 1                                                      | Jurado       |
| 2011-2013     | ¡Tú sí que vales!                          | Telecinco                                                 | Jurado       |
| 2013-2014     | Cerca de tí en Andalucía                   | Canal Sur                                                 | Presentadora |
| 2014          | Mira quién va a Eurovisión                 | La 1                                                      | Jurado       |
| 2015          | José Mota presenta                         | La 1                                                      | Invitada     |
| 2015          | Gym Tony                                   | Cuatro                                                    | Cameo        |
| 2016          | A tu vera                                  | Castilla-La Mancha Televisión                             | Jurado       |
| 2016-2017     | Fenómeno fan                               | Canal Sur, Disney Channel y Castilla-La Mancha Televisión | Jurado       |
| 2017          | Tu cara no me suena todavía                | Antena 3                                                  | Invitada     |
| 2017          | Dany & Flo                                 | Cuatro                                                    | Invitada     |
| 2017          | First Dates                                | Cuatro                                                    | Invitada     |
| 2017-presente | Pasapalabra                                | Telecinco y Antena 3                                      | Invitada     |
| 2018          | Final del Falla de los Carnavales de Cádiz | Canal Sur                                                 | Presentadora |
| 2018          | Bailando con las estrellas                 | La 1                                                      | Participante |
| 2019          | Gente maravillosa                          | Castilla-La Mancha Televisión                             | Jurado       |
| 2022-2023     | Tu cara me suena                           | Antena 3                                                  | Participante |
| 2024          | Tu cara me suena                           | Antena 3                                                  | Invitada     |
| 2024          | La resistencia                             | Movistar+                                                 | Invitada     |

## Giras
- Gira Mi Sueño (2002-2003).
- Gira Auténtica (2004-2005).
- Gira Necesito Libertad (2006-2007).
- Gira Cal y Arena (2008-2009).
- Gira Acordes de mi Diario (2011-2012).
- Gira Un Mundo De Colores(2012-2014).
- Gira Quiero Contarte (2014-2016).
- Gira De Otra Manera (2017-2019).
- Gira Es Ahora (2020-2021)
- Gira 20 Conmigo (2022- 2023)
- Gira 20 Aniversario Deluxe (2024)
- Tour Deluxe Abre tu mente AHORA (2025)